# Cayalsita-(Y)
La cayalsita-(Y) és un mineral de la classe dels silicats. Rep el nom de la seva composició química: Ca (calci), Y (itri), Al (alumini) i Si (silici).

## Característiques
La cayalsita-(Y) és un silicat de fórmula química CaY₆Al₂Si₄O18F₆. Va ser aprovada com a espècie vàlida per l'Associació Mineralògica Internacional l'any 2012. La seva duresa a l'escala de Mohs és 6,5.
Els exemplars que van servir per a determinar l'espècie, el que es coneix com a material tipus, es troben conservats al museu mineralògic de la Universitat d'Hamburg, Alemanya, amb els números de catàleg: no-002b/08 (politipus 1o) i no-002/08 (politipus 1m).

## Formació i jaciments
Va ser descrita gràcies a les mostres recollides a dos indrets de Nordland, a Noruega: la pedrera Øvre Lapplægeret, a Hamarøy, i la pegmatita Stetind, a Narvik. Més tard també ha estat descrita a Hundholmen, un lloc proper a la pegmatita Stetind. Aquests tres indrets són els únics de tot el planeta on ha estat descrita aquesta espècie mineral.